# Kościół Matki Bożej Różańcowej w Witkowie Drugim
Kościół Matki Bożej Różańcowej w Witkowie Drugim – katolicki kościół filialny zlokalizowany we wsi Witkowo Drugie w gminie wiejskiej Stargard, w powiecie stargardzkim (województwo zachodniopomorskie). Jest filią parafii Zwiastowania Pańskiego w Witkowie.

## Historia i architektura
Kościół powstał pod koniec XV wieku, murowany jest z kamienia i cegły. Jest budowlą salową, rozplanowaną na rzucie kwadratu. Kryty jest dwuspadowym dachem. Szczyt ściany wschodniej zdobiony jest sterczynami oraz ostrołukowymi blendami z rozetami w archiwoltach. Na środkowej sterczynie szczytu wschodniego umieszczony jest żelazny krzyż maltański z datą 1662. Od strony zachodniej do kościoła dostawiona jest wieża, kryta ośmiobocznym hełmem.
Wewnątrz kościoła zachowała się XVII-wieczna empora i ławki, pozostałość po XVIII-wiecznym ołtarzu ambonowym oraz płyta nagrobna Christiana Lupke i jego żony z 1731 roku. Teren wokół kościoła zajmuje dawny cmentarz ogrodzony murem, z dwoma późnośredniowiecznymi bramkami.
Po II wojnie światowej kościół został konsekrowany jako świątynia katolicka w dniu 29 lipca 1945 roku. Do czasu wybudowania w latach 90. XX wieku kościoła Zwiastowania Pańskiego w Witkowie Pierwszym pełnił funkcję kościoła parafialnego.